# Corbeyrier
Corbeyrier est une commune suisse du canton de Vaud, située dans le district d'Aigle.

## Géographie
La commune de Corbeyrier s'étend sur 21,99 km2. Lors du relevé de 2013-2018, les surfaces d'habitations et d'infrastructures représentaient 2,4 % de sa superficie, les surfaces agricoles 36,0 %, les surfaces boisées 54,5 % et les surfaces improductives 7,1 %.

## Toponymie
Corbeyrier est attesté en tant que « Curbirie » en 1251. Le nom de la commune s'est formé à partir du nom d'une personne, probablement au nom latin, et du suffixe celtique « -acum », signifiant « domaine de ». Les formes connues du nom de la commune ne permettent pas de déterminer le nom exact de la personne.

## Histoire
Les premières mentions du village sont Curbiriaco en 1261, Curbirie fin du XIIIe siècle, Corberier en 1577 sur la carte de la république de Berne pour devenir enfin Corbeyrier.[réf. nécessaire]

Vue aérienne (1948)

La région apparaît dans l’histoire aux environs de 515 lors de la fondation de l’abbaye royale de Saint-Maurice. Au Moyen Âge, elle fait partie du duché de Savoie. En 1475, Berne s'empare des domaines savoyards de la rive droite du Rhône, qui constituèrent le gouvernement d’Aigle. Le village est au cœur d’une légende de cette période celle dite « le Trou des Bourguignons », qui serait liée à la défaite de Charles Le Téméraire en 1476 lors de la bataille de Morat et à la débâcle de ses mercenaires qui traversaient le pays en le pillant. Les ancêtres en auraient massacré quelques-uns, puis enterré pêle-mêle à la Praille dans un grand trou nommé « Creux des Bourguignons ».
Le 4 mars 1584, un tragique éboulement, l'Ovaille, modifie le paysage de la région, du haut de Luan jusqu’au village d'Yvorne. Début mars eut lieu un important tremblement de terre qui fut ressenti jusqu'à Genève, les jours suivants plusieurs secousses furent observées pour aboutir à un gigantesque éboulement qui ensevelit le village de Corbeyrier ainsi qu’une partie du village d'Yvorne dont la résidence secondaire du Gouverneur. Cette demeure fut rebâtie en 1611 par Antoine d’Erlach et Agathe de Diesbach et se nomme La Maison Blanche.
La révolution vaudoise de 1798 donna l'indépendance et l'avènement du nouveau canton de Vaud qui entra dans la confédération en 1803. On procéda à la réorganisation des paroisses.

## Population

### Gentilé et surnom
Les habitants de la commune se nomment les Corbeyrians ou les Corbeyris.
Ils sont surnommés les Voleurs-de-Loup ou Robaleux (lè Robâ-Lâo en patois vaudois). Une histoire raconte qu'un loup blessé, traqué par des chasseurs de Leysin, passa sur le territoire de la commune et y fut abattu. Les habitants refusèrent de donner la dépouille aux chasseurs voisins pour qu'ils touchent la prime à laquelle elle donnait droit,.

### Démographie

#### Évolution de la population
Corbeyrier compte 464 habitants au 31 décembre 2023 pour une densité de population de 21 hab/km2. Sur la période 2010-2019, sa population a augmenté de 11,6 % (canton : 12,9 % ; Suisse : 9,4 %).  

#### Pyramide des âges
En 2020, le taux de personnes de moins de 30 ans s'élève à 21,2 %, au-dessous de la valeur cantonale (35 %). Le taux de personnes de plus de 60 ans est quant à lui de 39,8 %, alors qu'il est de 21,9 % au niveau cantonal.
La même année, la commune compte 216 hommes pour 229 femmes, soit un taux de 48,5 % d'hommes, inférieur à celui du canton (49,1 %).
| Hommes | Classe d’âge | Femmes |
| ------ | ------------ | ------ |
| 0,9    | 90 ans ou +  | 2,2    |
| 13,0   | 75 à 89 ans  | 17,0   |
| 24,1   | 60 à 74 ans  | 22,3   |
| 21,3   | 45 à 59 ans  | 19,7   |
| 17,6   | 30 à 44 ans  | 19,7   |
| 10,2   | 15 à 29 ans  | 6,1    |
| 13,0   | - de 14 ans  | 13,1   |

| Hommes | Classe d’âge | Femmes |
| ------ | ------------ | ------ |
| 0,5    | 90 ans ou +  | 1,4    |
| 6,1    | 75 à 89 ans  | 8,2    |
| 13,3   | 60 à 74 ans  | 14,3   |
| 21,5   | 45 à 59 ans  | 21,2   |
| 22,0   | 30 à 44 ans  | 21,4   |
| 19,6   | 15 à 29 ans  | 18,0   |
| 16,9   | - de 14 ans  | 15,5   |

## Héraldique
| Blason | Blasonnement : « D’or à la tête de loup arrachée de sable, lampassée de gueules. » |